# Безсмертний бард
«Безсмертний бард» (англ. The Immortal Bard) — науково-фантастичне оповідання американського письменника Айзека Азімова, вперше надруковано у травні 1954 часописом «Universe Science Fiction». Згодом увійшло до збірки «На Землі достатньо місця» (Earth Is Room Enough) (1957).

## Сюжет
Професор-фізик Фінеас Велч напідпитку вихваляється перед викладачем англійської літератури Скотом Робертсоном, що переміщував у сучасність великих вчених минулого: Архімеда, Ньютона, Галілея та інших, але всі вони не могли пристосуватись до теперішнього суспільства, тому були відправлені у свій час.
Останню спробу Велч зробив із Шекспіром, визнаним знавцем людських душ, якого він вважав здатним пристосуватись до сьогодення. Шекспіра в сучасності найбільше зацікавила власна, на його думку не виправдана, широка популярність.
Наприкінці оповідання пошановувач творчості Шекспіра Робертсон дізнається, що великий драматург теж був відправлений назад після того, як не зміг скласти іспит на курсі шекспірознавства, який викладав Робертсон.